# 核供應國集團
核供應國集團（Nuclear Suppliers Group，NSG）為一跨國組織，成立於1974年，希望透過保護、監管、限制出口及轉運等方式，管控可能與核武相關的原物料及技術，以遏止核武在全球散佈。
该集团通过“核转让准则”及“与核有关的两用设备、材料、软件和相关技术的转让准则”实施出口控制，进口国需要接受国际原子能机构全面保障监督作为核出口条件，严格控制敏感核物项及技术的出口；每年召开一次全体会议。。

## 历史
核供应国集团是为应对印度1974年5月的核试验而成立的，并于1975年11月首次举行会议。试验表明，某些非武器专用核技术可以很容易地用于武器开发。已经签署《核不扩散条约》（NPT）的国家认为，有必要进一步限制核设备，材料或技术的出口。非《不扩散条约》和非桑戈委员会国家，特别是法国，可以加入进来。
1975年至1978年在伦敦举行了一系列会议，达成了关于出口准则的协定。 这些被国际原子能机构发布为INFCIRC / 254。只有在同意国际原子能机构的某些保障措施或存在与安全有关的特殊情况时，所列物项才能出口到无核国家。
2004年5月27日，在瑞典哥德堡召开的核供应国集团（NSG）全会决定，接纳中華人民共和國、立陶宛、爱沙尼亚和马耳他为新成员。

## 成員國
截至2017年，核供应国集团共有48个成员，包括：
- 阿根廷
- 奥地利
- 白俄羅斯
- 比利时
- 巴西
- 保加利亚
- 加拿大
- 中华人民共和国
- 賽普勒斯
- 捷克
- 丹麦
- 爱沙尼亚
- 芬兰
- 法國
- 德国
- 希腊
- 匈牙利
- 冰島
- 爱尔兰
- 義大利
- 日本
- 拉脫維亞
- 立陶宛
- 盧森堡
- 馬爾他
- 墨西哥
- 荷蘭
- 新西兰
- 挪威
- 波蘭
- 葡萄牙
- 羅馬尼亞
- 俄羅斯
- 塞爾維亞
- 斯洛伐克
- 斯洛維尼亞
- 南非
- 西班牙
- 瑞典
- 瑞士
- 土耳其
- 乌克兰
- 英国
- 美国

## 候选成员国

### 印度
在2010年11月对印度进行国事访问期间，美国总统巴拉克·奥巴马宣布，美国支持印度“分阶段”加入核供应国集团和澳大利亚集团。
在2010年12月访问印度期间，法国总统萨科齐也表达了法国对印度加入核供应国集团的支持。
英国长期以来一直支持印度加入核供应国集团。2016年6月18日，俄罗斯总统普京表示对印度加入NSG持“积极”态度。日本表示支持印度申请加入NSG。2016年8月，土耳其确认支持印度申请NSG成员资格。
中国反对印度获得成员资格，理由是现有成员国“缺乏共识”和巴基斯坦不被允许加入这个排他性集团，明确表示支持现状不变。以印度未签署《不扩散条约》为由反对其加入的其他国家包括新西兰、爱尔兰和澳大利亚。

### 巴基斯坦
巴基斯坦于2016年5月19日申请加入。巴基斯坦强调，对于从未加入核不扩散条约（NPT）的国家，核供应国集团必须采取非歧视的标准。
巴基斯坦得到土耳其和中国的支持。美国没有公开反对巴基斯坦，美国国务院发言人马克·托纳（Mark Toner）在2016年5月评论说:“他们已经公开了表达了诉求，当然任何国家都可以提交加入申请。我们会根据一致同意的决定来考虑。”中国还将印度的申请与巴基斯坦的申请捆绑在一起，一再不认可印度的申请，理由是如果印度可以在不签署《不扩散核武器条约》的情况下获准进入，那么巴基斯坦也应该获得成员资格。

## 外部連結
- （英文）核供應國集團 （页面存档备份，存于）